# Mas Valls
Mas Valls – miejscowość w Hiszpanii, w Katalonii, w prowincji Girona, w comarce Gironès, w gminie Celrà.
Według danych INE w 2020 roku liczyła 5 mieszkańców – 3 mężczyzn i 2 kobiety.